# N1 (Niger)
Die N1 oder RN1 ist eine hochrangige Straße vom Typ Nationalstraße (französisch route nationale) in Niger. Sie ist die längste und wichtigste Fernstraße des Landes.

## Stellenwert und Charakteristik

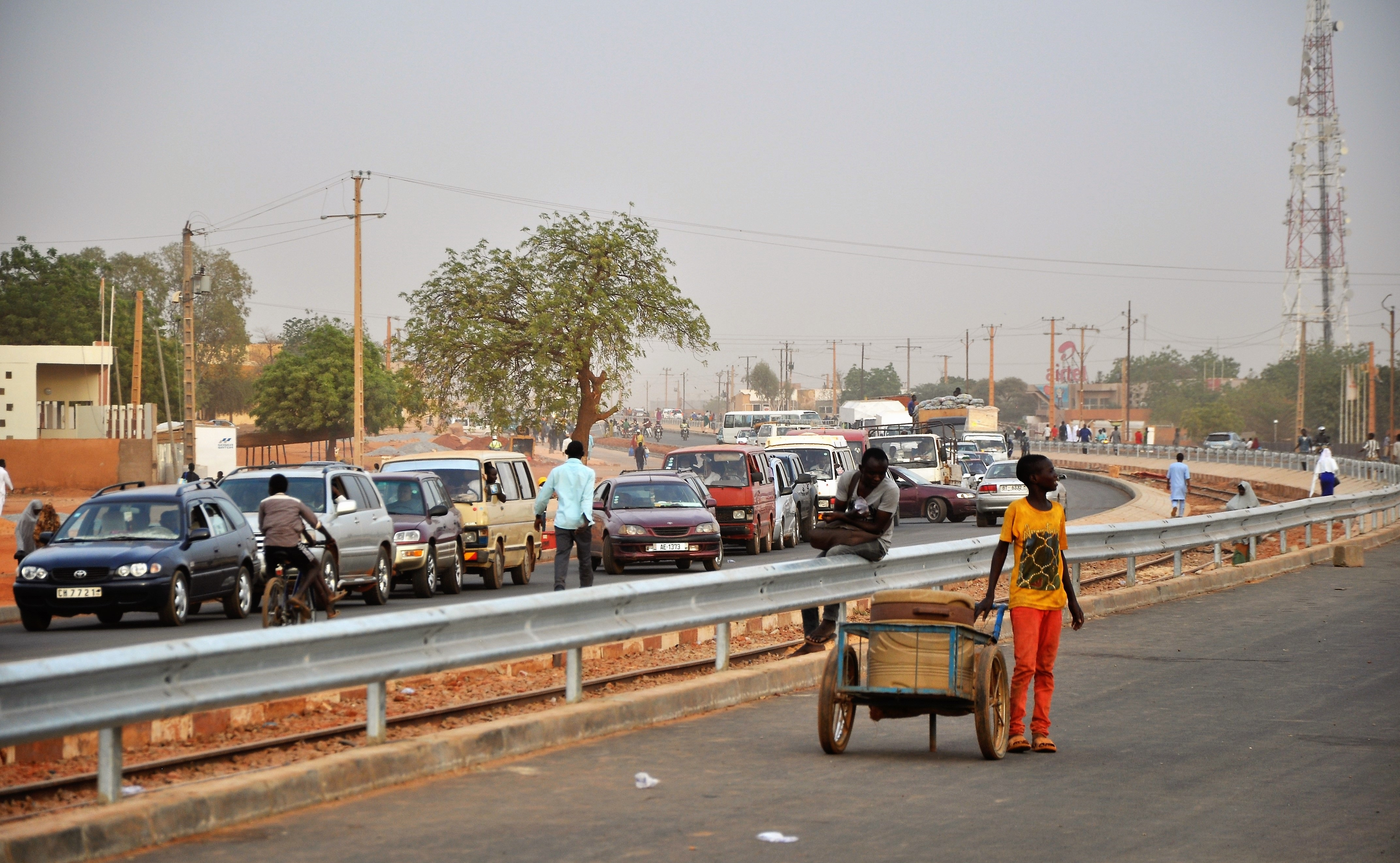
N1 in der Hauptstadt Niamey (2019)

Die N1 weist eine Gesamtlänge von 1835,9 Kilometern auf. Sie führt durch sieben der acht Regionen Nigers (ausgenommen ist die Region Agadez im Norden). Ihr Beiname ist französisch Route de l’Unité („Straße der Einheit“). Sie verbindet den von Songhai-Zarma bewohnten Westen mit dem von Hausa bewohnten Osten des Landes.
Die N1 ist über weite Teile eine ausgebaute asphaltierte Straße. Nur beim letzten, 117 Kilometer langen Straßenabschnitt zwischen N’Guigmi und der Staatsgrenze zu Tschad handelt es sich um einfache Piste. Im System der Trans-African Highways ist die N1 zwischen Niamey und Maradi ein Teil des Dakar-N’Djamena-Highways. Der Teilabschnitt zwischen Birni-N’Konni und Dosso gehört zur französisch Route de l’Uranium („Uranstraße“), über die das bei Arlit produzierte Uran bis zur Staatsgrenze mit Benin gebracht wird. Das Ziel der Straßentransporte ist der Hafen von Cotonou in Benin.

## Geschichte
Eine Vorgängerin der N1 war die 1375 Kilometer lange Piste von Niamey nach N’Guigmi, die in den 1920er Jahren als einer der Hauptverkehrswege in der damaligen französischen Kolonie Niger galt. Sie war in der Trockenzeit bis Guidimouni und wieder ab Maïné-Soroa mit Automobilen befahrbar. Ihr Verlauf war nicht mit jenem der N1 deckungsgleich.
Der Bau der N1 wurde unter dem von 1960 bis 1974 amtierenden ersten Staatspräsidenten Hamani Diori begonnen. Kanada finanzierte die Errichtung des Abschnitts zwischen Diffa und N’Guigmi. Die Nationalstraße wurde am 21. September 1976 eröffnet. Die Eröffnungszeremonie fand in Gouré statt.
Unter Staatspräsident Mamadou Tandja, der aus dem Osten Nigers stammte, wurde Ende der 2000er Jahre der zunehmend heruntergekommene östliche Streckenteil zwischen Zinder und N’Guigmi saniert. Der Straßenabschnitt zwischen Gabou und Ayérou wurde 2021 neu asphaltiert.

## Verlauf

### Region Tillabéri (westlicher Teil)

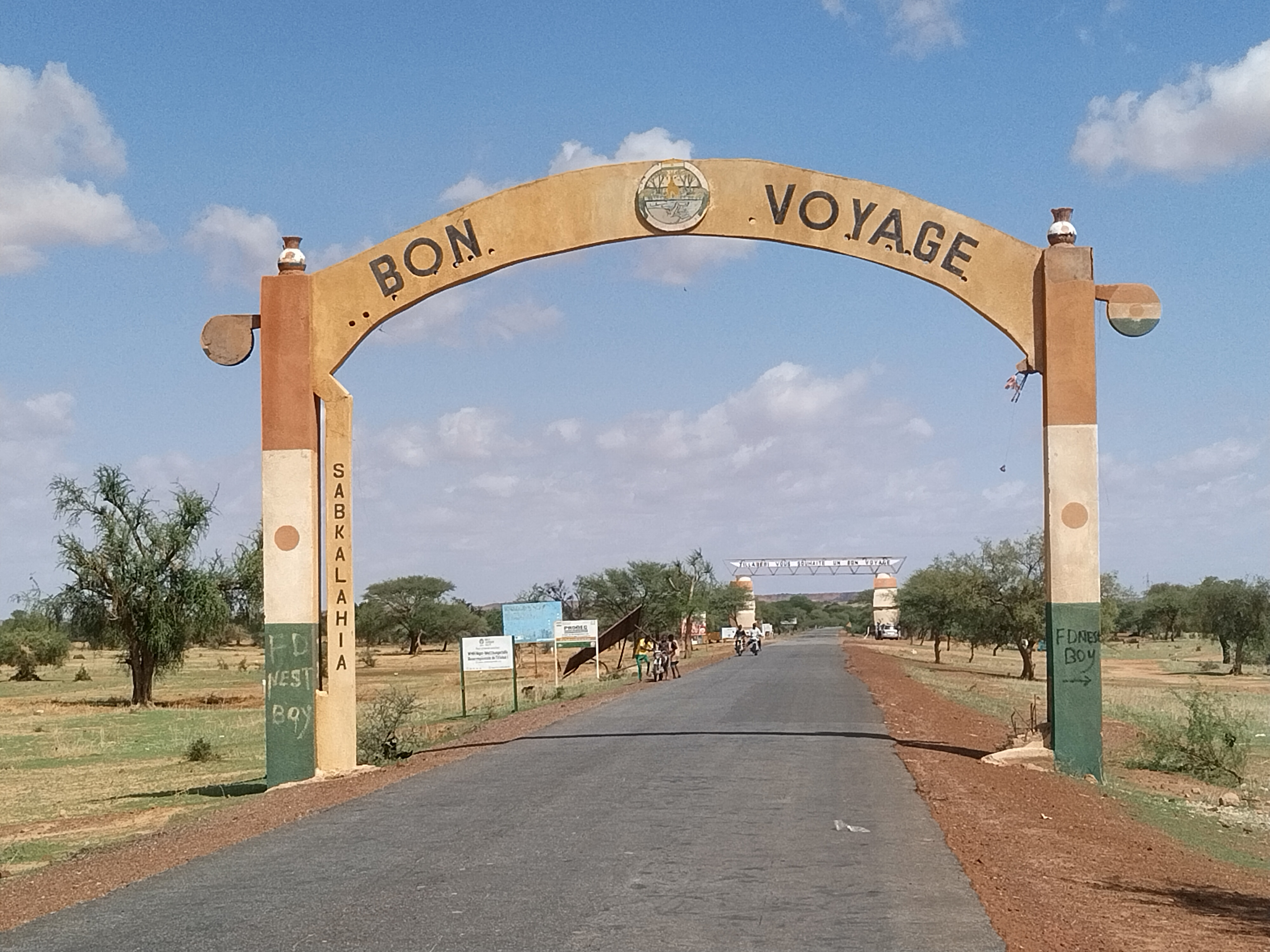
N1 in der Regionalhauptstadt Tillabéri (2023)

Die N1 beginnt in der Region Tillabéri an der Staatsgrenze zu Mali. Sie führt durch den Weiler Yassane Gorou und den Departementshauptort Ayérou, wo links die Route 660 zur Staatsgrenze und die Route 659 nach Loga Beybatane abzweigen. Sie verläuft weiter durch die Dörfer Sanguilé, Kandadji und Gabou und erreicht das Dorf Famalé, wo links die Landstraße RR6-005 nach Gaïgorou abzweigt. Danach folgen nacheinander mehrere Abzweigungen: rechts die Route 656 nach Diomona, links die Route 657 nach Katanga und links die Landstraße RR6-006 nach Sarakoira. Nach dem Dorf Tondia passiert die N1 das Dorf Bonféba. Sie führt durch die Dörfer Namari Gougoun und Diambala, den Gemeindehauptort Sakoïra und das Dorf Tillakaïna Koira Zéno und erreicht das Zentrum der Regionalhauptstadt Tillabéri. Dort zweigen links die N33 nach Filingué und rechts die Route 655 nach Dia Dia Kado ab.
Danach passiert die N1 das Dorf Dia Dia Peulh und den Weiler Karamabou. Gegenüber der rechtsseitigen Abzweigung der Route 654 nach Kokomani Haoussa befindet sich die linksseitige Abzweigung der Route 672 nach Kabéfo. Nach den Dörfern Sona Bella und Sona Kado zweigt rechts die Route 653 nach Dalway ab. Die Nationalstraße verläuft durch das Dorf Lossa Kado und den Weiler Mellé Haoussa, gefolgt von der rechtsseitigen Abzweigung der Route 652 nach Koulbagou. Sie führt weiter durch den Weiler Sansané Bella und den Gemeindehauptort Sansané Haoussa. Danach folgt rechts die Abzweigung der N4, die zur Staatsgrenze mit Burkina Faso führt. Nach den Dörfern Sorbon Haoussa und Koria Haoussa zweigt zunächst rechts die Route 651 nach Koutoukalé Zéno ab, dann rechts die Route 679 nach Karma.

### Hauptstadt Niamey
In der Hauptstadt Niamey verläuft die N1 zuerst durch ländliches Gemeindegebiet, unter anderem am Ortsrand von Soudouré Gorou. Es folgt urbanes Gemeindegebiet im Arrondissement Niamey I – auch entlang des Muslimischen Friedhofs von Yantala – und im Arrondissement Niamey II. Dort zweigt links die N24 ab, die über Ouallam und Banibangou zur Staatsgrenze mit Mali führt. Über eine Brücke wird das Trockental Gounti Yéna überquert und rechts zweigt die N31 nach Kirtachi ab. Im Arrondissement Niamey III kreuzt die N1 die nach Agadez führende N25. Im Arrondissement Niamey IV passiert die N1 den Flughafen Niamey.

### Region Tillabéri (östlicher Teil)
Nach Niamey verläuft die N1 wieder durch die Region Tillabéri. Sie passiert den Weiler Sorey Ganda und führt durch die Dörfer Sorey Béné, Guéssélbodi Dabaga und Kokoïrey Peulh. Danach kreuzt sie die zwischen Kollo und der N25 verlaufende Landstraße RR6-001.

### Region Dosso

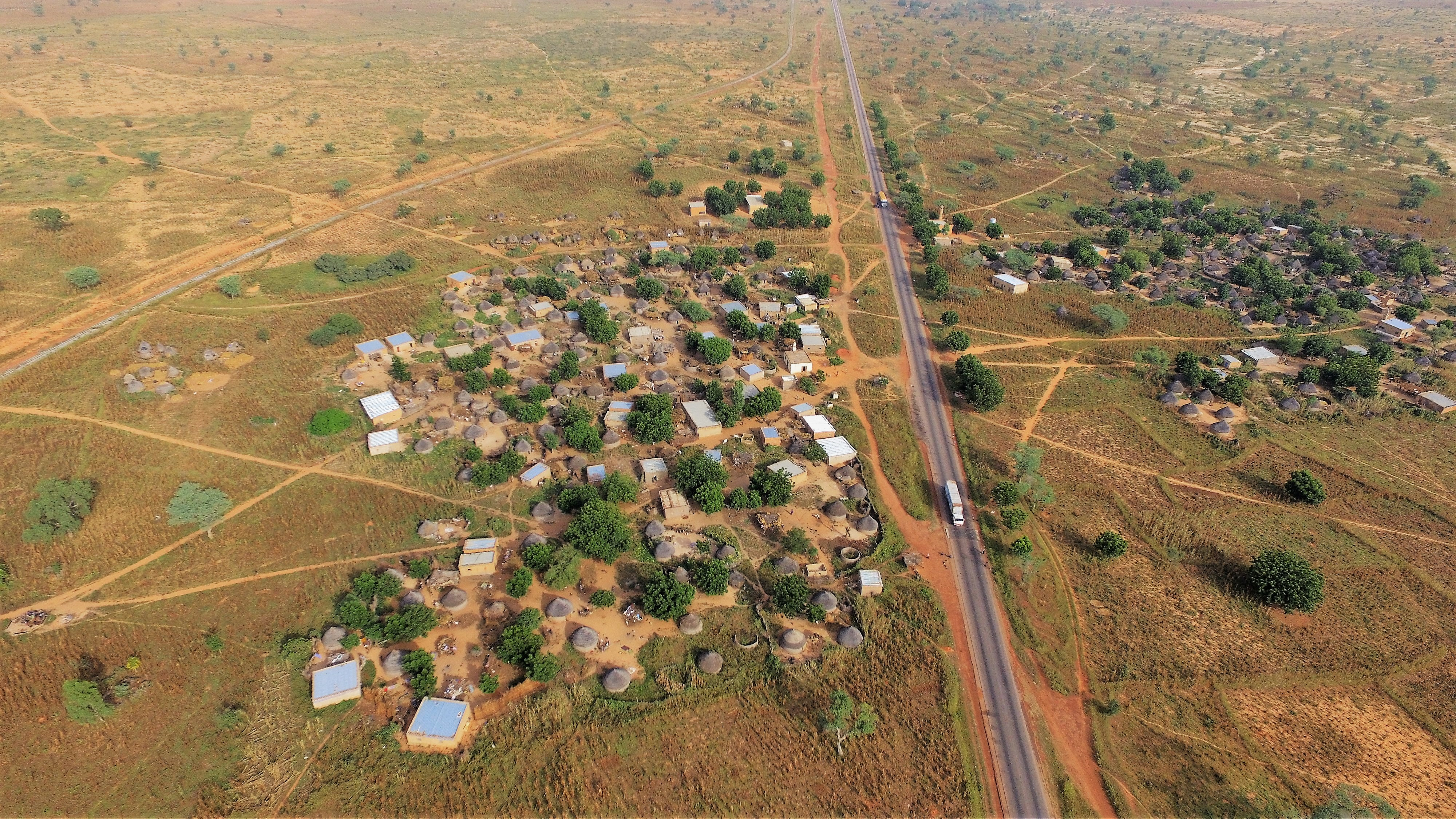
Luftaufnahme der N1 in der Gemeinde Birni N’Gaouré (2019)

In der Region Dosso führt die N1 zunächst durch das Dorf Kodo, wo links die Landstraße RR3-005 nach Harikanassou abzweigt. Es folgt das Dorf Kofo. Vor dem Dorf Margou Ganda kreuzt die N1 die N35 zwischen Gaya und Winditane. Sie quert danach das Trockental Dallol Bosso und erreicht die Stadt Birni N’Gaouré, wo links die Landstraße RR3-007 nach Tabla abzweigt. Nach den Dörfern Koygorou und Deytégui Niandou verläuft sie durch das Zentrum der Regionalhauptstadt Dosso. Dort zweigen rechts die N7 zur Staatsgrenze mit Benin sowie links die Route 342 nach Dey Tagui Attili und die N14 nach Loga ab.
Im Dorf Tourobon gibt es die linke Abzweigung der Route 360 nach Mokko. Die N1 führt weiter durch den Gemeindehauptort Karguibangou und das Dorf Bolbol Goumandey, wo rechts die über Tibiri nach Koré Maïroua verlaufende N3 abzweigt. Nach dem Dorf Tounga Maiyaki gelangt sie in das Dorf Boureïmi, wo zunächst rechts die N2 nach Mafouta und dann links die Route 368 nach Baro Koira abzweigt. Im Gemeindehauptort Koré Maïroua mündet wieder die N3 ein. Die N1 führt nun durch den Weiler Houmawa und passiert das Dorf Aholé. Sie quert das Trockental Dallol Maouri und erreicht die Stadt Dogondoutchi. Dort gibt es nacheinander mehrere Abzweigungen: links die N36 nach Tébaram, rechts die Route 336 zum in Nigeria gelegenen Grenzort Bachaka und rechts die Landstraße RR3-008 zum in Nigeria gelegenen Grenzort Kurdula. Nach dem Gemeindehauptort Dan-Kassari verläuft die N1 durch den Weiler Mailo.

### Region Tahoua
In der Region Tahoua führt die N1 anfangs durch die Dörfer Mountséka und Yaya, den Gemeindehauptort Bazaga und das Dorf Massalata. In der Stadt Birni-N’Konni zweigt rechts die N28 zur Staatsgrenze mit Nigeria ab. Nach dem Dorf Tchérassa Mangou quert die N1 zum ersten Mal das Trockental Maggia. Im Gemeindehauptort Tsernaoua zweigt links die N29 nach Tillia ab. Beim Gemeindehauptort Malbaza folgt links die Abzweigung der N44 nach Dabnou. Die N1 verläuft nun durch den Gemeindehauptort Doguérawa, quert erneut das Trockental Maggia und erreicht das Dorf Galmi, wo sie die Route 539 zwischen Guidan Takoussara und dem oberen Maggia-Tal kreuzt. Nach dem Dorf Magaria Makéra Bakalé gelangt die Nationalstraße in das Dorf Aréwa, wo rechts die Landstraße RR5-005 nach Kabobi abzweigt. In der Stadt Madaoua zweigen links die N16 nach Makaraba und die Landstraße RR5-001 nach Bouza ab. Die N1 führt durch das Dorf Tounfafi und erreicht das Dorf Tachar Atéfun, wo rechts die N17 zur Staatsgrenze mit Nigeria abzweigt.

### Region Maradi

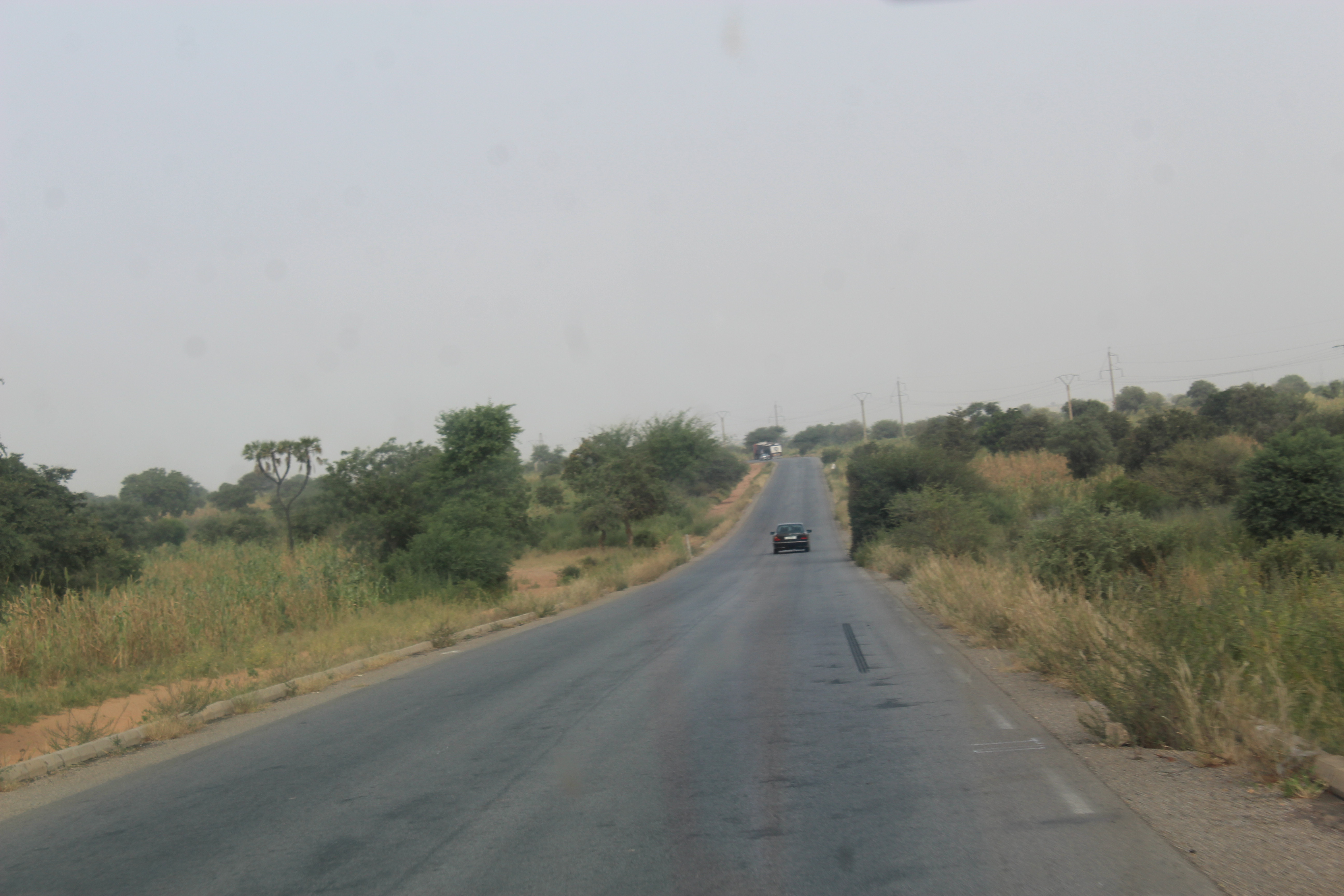
N1 in der Gemeinde Guidan Roumdji (2023)

Die N1 führt in der Region Maradi durch den Weiler Dogon Farou und die Dörfer Guidan Alkali und Kabra, bis sie die Stadt Guidan Roumdji erreicht, wo rechts die Route 448 nach Guidan Sori abzweigt. Sie verläuft weiter durch die Dörfer Karazomé und El Kolta. Im Dorf Janjouna Dan Tani zweigt links die Route 445 nach Chadakori und im Dorf Kadata links die N30 nach Abalak ab. Danach folgt links die Abzweigung der Landstraße RR4-007 nach Saé Saboua.
In der Regionalstadt Maradi zweigt rechts die N9 zur Staatsgrenze mit Nigeria und im Dorf Gadambo rechts die Route 445 nach Tchizon Kourégué ab. Im Gemeindehauptort Tchadoua befindet sich gegenüber der linksseitigen Abzweigung der N19 nach Belbédji die rechtsseitige Abzweigung der Landstraße RR4-001 nach Gazaoua. Nach dem Dorf Débi erreicht die N1 die Stadt Aguié, wo links die Landstraße RR4-006 nach Kotaré und rechts die Landstraße RR4-004 nach Guidan Chinaou abzweigen. Es folgt das Dorf Sabon Lahi. Im Departementshauptort Gazaoua mündet rechts wieder die Landstraße RR4-001 ein. Außerdem gibt es hier die rechtsseitige Abzweigungen der Route 423 nach Assaya und der N20 zur Staatsgrenze mit Nigeria. Die N1 verläuft danach durch das Dorf Iyataoua und die Stadt Tessaoua, wo links die N37 nach Kornaka, die N40 nach Belbédji und die N45 nach Guézawa abzweigen. In der Region Maradi führt die N1 noch durch den Gemeindehauptort Maïjirgui und das Dorf Chabaré.

### Region Zinder
In der Region Zinder erreicht die N1 nach dem Dorf Koundoumaoua den Departementshauptort Takeita, wo rechts die N10 zur Staatsgrenze mit Nigeria abzweigt. Sie verläuft weiter durch die Dörfer Baboul Haoussa und Toudoun Aggoua sowie den Gemeindehauptort Tirmini. In der Regionalhauptstadt Zinder zweigt zunächst links der nördliche, zur Staatsgrenze mit Algerien führende Abschnitt der N11 ab, dann rechts der südliche, zur Staatsgrenze mit Nigeria führende Abschnitt der N11.
Im Dorf Kagna Magassa zweigt rechts die Route 760 nach Baouchéri ab. Danach folgt die rechtsseitige Abzweigung der Route 758 nach Kolléram. In der Stadt Mirriah zweigen rechts die Route 718 nach Dogo und links die Route 727 nach Damagaram Takaya ab, im Dorf Kissambana Yérima rechts die Landstraße RR7-002 nach Dungass. Die N1 verläuft weiter durch die Gemeindehauptorte Hamdara, Guidimouni und Guidiguir, wo rechts die Route 733 nach Gassafa und die Route 730 nach Maïné-Soroa abzweigen. Nach dem Dorf Arnadi erreicht die N1 das Stadtgebiet von Gouré. Dort zweigen links  die zur N11 führende N34 und rechts die nach Dungass führende Route 728 ab. Im Dorf Soubdou folgt noch die rechtsseitige Abzweigung der Route 746 zur Staatsgrenze mit Nigeria.

### Region Diffa

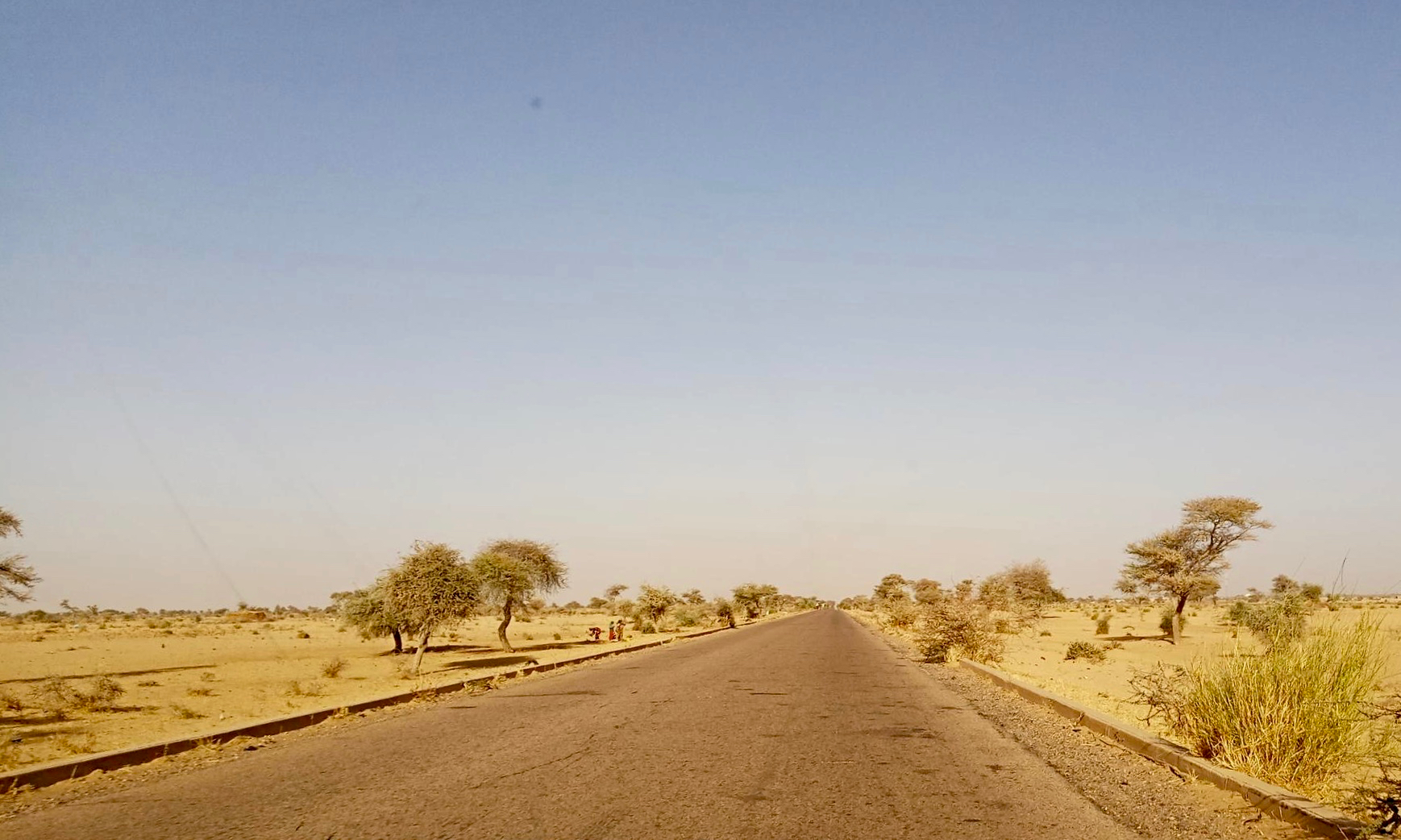
N1 in der Gemeinde Chétimari (2018)

In der Region Diffa verläuft die N1 zunächst durch das Dorf Kadella Boua Canada. Im Departementshauptort Goudoumaria zweigt rechts die Landstraße RR2-003 zur Staatsgrenze mit Nigeria ab. Die ebenfalls zur Staatsgrenze mit Nigeria führende Landstraße RR2-002 zweigt rechts im Dorf Djadjiri Canada ab. Nach dem Dorf Kilakam erreicht die N1 das Stadtgebiet von Maïné-Soroa, wo rechts die Route 730 nach Guidiguir und die N42 zur Staatsgrenze mit Nigeria abzweigen. Im Gemeindehauptort Chétimari folgt die linksseitige Abzweigung der Route 205 nach Issari.
Die N1 erreicht danach das Zentrum der Regionalhauptstadt Diffa, wo rechts die N41 zur Staatsgrenze mit Nigeria abzweigt. Sie führt dann durch die Dörfer N’Gagam und Kindjandi. Im Gemeindehauptort Kabléwa zweigt rechts die Landstraße RR2-001 nach Bosso ab. Es folgt linker Hand die Wüstung Garoumélé, bis die N1 das Stadtgebiet von N’Guigmi erreicht. Dort zweigen noch links die Route 209 zum Termit-Massiv und die Route 210 nach N’Gourti sowie rechts die Route 211 nach Bosso ab. Die N1 endet schließlich an der Staatsgrenze zu Tschad.